# جاده اکبر

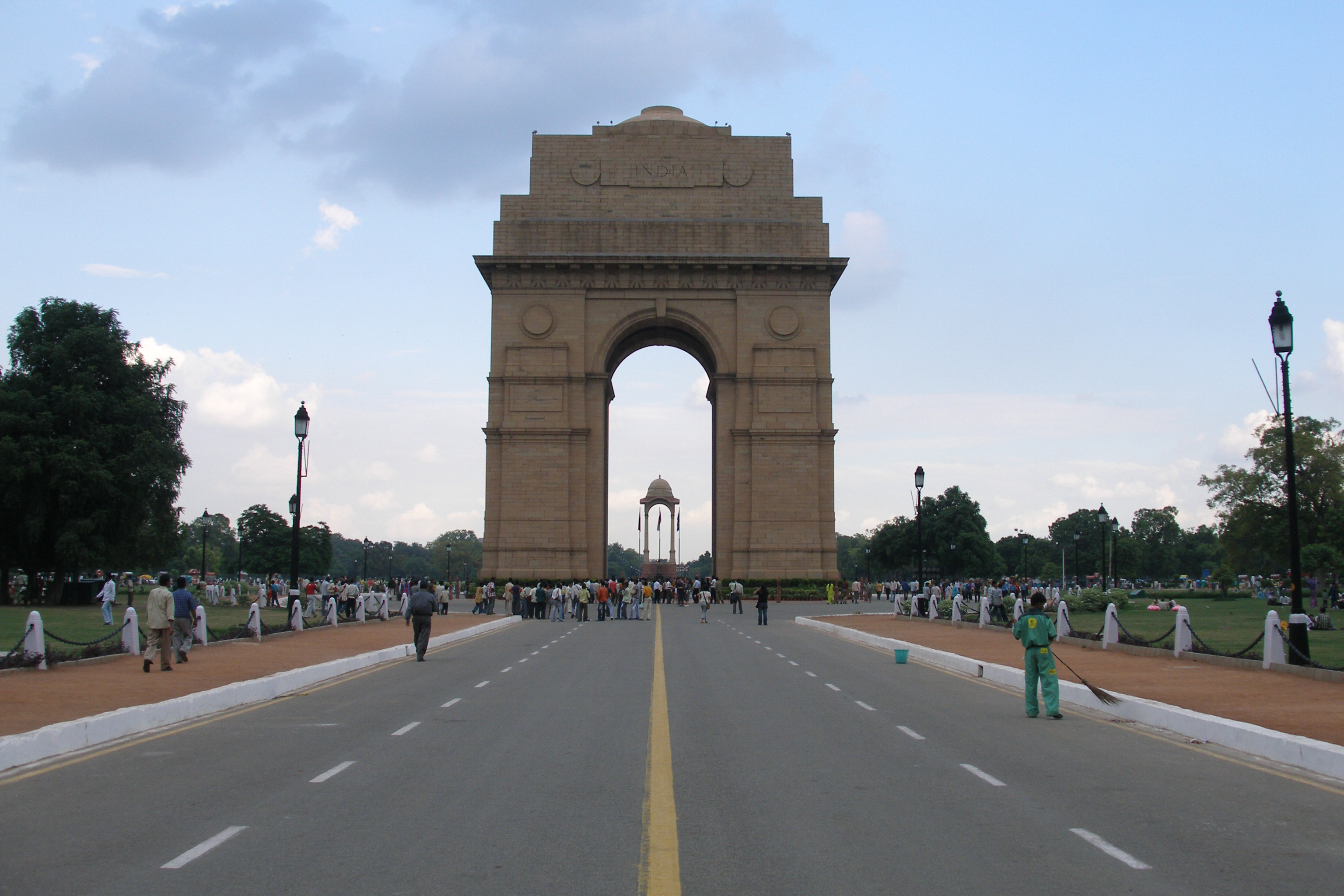
دروازه هند (بنای یادبود هند) یک یادبود جنگی است که در لبه شرقی «محور تشریفاتی» دهلی نو، هند قرار دارد. دروازه هند یادبود بیش از ۷۰۰۰۰ سرباز ارتش هند بریتانیایی است که در جنگ جهانی اول جان باختند.

جاده اکبر یک جاده اصلی در مرکز دهلی نو، هند است. در انتهای شمال شرقی از دوربرگردان دروازه هند امتداد دارد. این جاده‌ای است که دفتر مرکزی حزب سیاسی کنگره ملی هند در آن قرار دارد.

## اتصالات
- یک تقاطع در میدانی ایجاد شده است که جاده منسینگ و جاده مولانا آزاد را به هم متصل می‌کند.
- تقاطع دیگری در قصر موتیلال نهرو تشکیل شده‌است، جایی که جاده موتیلال نهرو و جاده جان‌پات این جاده را قطع می‌کنند.
- تقاطع دیگری در میدانی شکل می‌گیرد که در آن جاده کریشنا منون، جاده توغلق و جاده سی‌ام ژانویه به هم می‌رسند.

این جاده به همراه جاده‌های مجاور خود، منطقه انحصاری VVIP را تشکیل می‌دهند که در آن قدرتمندترین سیاستمداران هند زندگی می‌کنند که شامل وزرای کابینه، نمایندگان ارشد مجلس می‌شود و چند متری از پارلمان و کاخ ریاست‌جمهوری فاصله دارد.

## نظرات چالشی
در سال ۲۰۱۶ ژنرال ویجی کومار سینگ خواستار تغییر نام جاده اکبر به جاده ماهارانا پراتاپ سینگ شد و ادعا کرد که امپراتور مغول هندی‌الاصل ایرانی جغتایی ترک-مغولی تبار یک "مهاجم" است. در سال ۲۰۱۸، تابلوها مخدوش شدند و بنری با مضمون "جاده ماهارانا پراتاپ سینگ" روی تابلو چسبانده شد.